# Assassin’s Creed Rogue
Assassin’s Creed Rogue (рус. Кредо Ассасина: Изгой, в русской локализации Assassin’s Creed Изгой) — компьютерная игра из серии Assassin’s Creed в жанре action-adventure с элементами стелс-экшена, которую разработала компания Ubisoft для платформ PlayStation 3 и Xbox 360. Версия игры для персональных компьютеров вышла 10 марта 2015 года. Так же официально был анонсирован выход обновлённой версии для платформ PlayStation 4 и Xbox One, который состоялся 20 марта 2018 года. Релиз версии для Nintendo Switch состоялся 6 декабря 2019 года.

## Игровой процесс
Игроки смогут исследовать северную часть Северной Америки — замёрзшее побережье Атлантики, территорию индейцев-апачи, долину рек и Нью-Йорк. Город был воссоздан в точности с реальным прототипом XVIII века. Разработчики усовершенствовали морские путешествия и сражения, которые были прямо позаимствованы из Assassin’s Creed IV: Чёрный Флаг.
Игрок будет управлять новым кораблём под названием «Морриган». Этот корабль хорошо подходит для путешествия по суровым морям Атлантики и не боится глыб льда. Он оборудован бочками с нефтью и ружьями Пакла, которые позволят уничтожить вражеские корабли, а также айсберги. Однако ассасины постоянно будут его преследовать и штурмовать различными способами. Шэю жизненно важно сохранить корабль и минимизировать потери среди команды.
У Шэя в экипировке будет сабля, короткий меч, пневматическое ружьё, пистолет, шэнбяо и гранаты.
Будет возможность плавать в ледяных водах, но скорое замерзание будет гарантировано, и ваше здоровье будет стремительно падать, если вы будете долго находиться в воде. Вам придётся уворачиваться от айсбергов во время вашего плавания.
Орлиное зрение было улучшено. Вокруг персонажа будет видно кольцо компаса, где будут цветом показаны друзья или враги главного героя. Враги будут пытаться убить главного героя так же неожиданно и скрытно, как делали это герои предыдущих частей, прыгая сверху и т. д.
| Системные требования | Системные требования                                                                | Системные требования                                                                                          |
| -------------------- | ----------------------------------------------------------------------------------- | --- |
|                      | Минимальные                                                                         | Рекомендуемые                                                                                                 |
| Windows              |                                                                                     | |
| ОС                   | Windows 7, 8, 8.1                                                                   | Windows 7, 8, 8.1                                                                                             |
| ЦПУ                  | Intel Core2Quad Q6600 @ 2.4 ГГц или AMD Athlon II X4 620 @ 2.6 ГГц                  | Intel Core i5 2400s @ 2.5 ГГц или лучше / AMD FX-6100 @ 3.3 ГГц или лучше                                     |
| Объём ОЗУ            | 2 ГБ                                                                                | 4 ГБ |
| Место на диске       | 12 ГБ                                                                               | 12 ГБ |
| Видеокарта           | nVidia GeForce GTS450 или AMD Radeon HD5670 (1024 МБ видеопамяти ) или Intel HD4600 | nVidia GeForce GTX 560Ti (1024 МБ видеопамяти) или лучше / AMD Radeon HD 6870 (1024 МБ видеопамяти) или лучше |
| Звуковая плата       | DirectX-совместимая звуковая карта                                                  | DirectX-совместимая звуковая карта                                                                            |

## Сюжет
Игра начинается с того, что молодой американский ассасин времён Семилетней войны Шэй Патрик Кормак преследует другого ассасина Лайама О’Брайена. Тренировочная попытка убить друга проваливается и ребята отправляются в лагерь своего старшего товарища Луи-Жозефа
Готье Шевалье де ла Верендри. Шевалье, недовольный своенравием и наглостью Шэя, затевает с ним драку, но Лайам разнимает их. Ассасины отправляются на миссию по спасению попавших в плен к англичанам контрабандистов, с которыми должен был встретиться де ла Верендри. Попутно они захватывают корабль, который Кормак забирает себе и называет его «Морриган», и на нём отправляются спасать корабль Шевалье, «Кречет». Корабль возвращается к своему капитану, а Шэй и Лайам отправляются в штаб Братства.
В настоящем компьютерный вирус атакует сервера Абстерго Энтертеймент. Агент безопасности Вайолет да Коста вытаскивает аналитика из Анимуса и с разрешения директора Мелани Лимей заставляет помочь ей восстановить серверы. Другой агент Юхани Отсо Берг настаивает на продолжении изучении памяти Шэя.
В поместье Дэвенпорт — штабе ассасинов — Шэй подслушивает разговор Ахиллеса и Адевале о землетрясении на Гаити и украденных тамплиерами артефактах Предтеч: манускрипте и шкатулке, расшифровывающей его, а после отправляется на тренировку с другими ассасинами. Позже Лайам передаёт Кормаку, что Ахиллес поручил ему задание отыскать артефакты. Шевалье выводит Шэя и Лайама на «Охотника» — шпиона ассасинов. «Охотник» рассказывает им про манускрипт и про то, что сейчас им владеет известный тамплиер Лоуренс Вашингтон. Ассасин убивает смертельно больного Вашингтона, но перед этим узнаёт, что артефакты хранятся у двух его подручных: Сэмюэля Смита и Джеймса Уордропа.
Шэй убивает Смита и Уордропа и завладевает артефактами. С помощью Бенджамина Франклина и его громоотводов Шэй и его напарница Хоуп Дженсен узнают, что шкатулка — это карта, на которой отображено местоположение храмов Предтеч. Один из таких храмов находится в Лиссабоне. По приказу Ахиллеса Шэй отправляется в знакомый ему Лиссабон, чтобы забрать Частицу Эдема, но артефакт рассыпается прямо в руках Кормака, после чего следует мощное землетрясение, уничтожившее почти весь Лиссабон. Ошеломлённый Шэй, чудом выбравшийся из разрушающегося города, возвращается в поместье.
Не совсем верно истолковав произошедшее на Гаити и в Лиссабоне, Шэй разочаровывается в Ахиллесе и Братстве и решает выкрасть манускрипт. Ассасины пытаются его остановить и загоняют Кормака на край утёса, но Шэй прыгает с обрыва и Лайам стреляет в товарища, чтобы манускрипт не попал к тамплиерам. Неожиданно воспоминания переносятся на 20 лет вперёд, где Шэй в Париже убивает преступников, покушающихся на жизнь Франклина.
Починка ещё одного сервера открывает новый доступ к воспоминаниям Кормака, возвращая аналитика к 1756 году. Раненый Шэй оказывается в Нью-Йорке у спасшей его пожилой четы Финнеган. Внезапно в дом Барри и Кэссиди врываются бандиты, и Кормак из благодарности за заботу помогает разобраться с преступниками. Тамплиер полковник Джордж Монро, с которым Шэй познакомился после расправы над бандитами, просит Кормака помочь спасти от виселицы другого тамплиера Кристофера Гиста. После спасения Гиста Шэй замечает неподалёку от форта свой корабль «Морриган». Кормак возвращает себе корабль, а Кристофер в благодарность становится квартирмейстером «Морриган».
По прибытии в Олбани Шэй и Гист встречаются с полковником Монро, который сообщает им о французах, засевших в форте неподалёку. Во время осады форта Шэй встречает там «Охотника» и в ходе непродолжительной схватки убивает его, но перед его смертью узнаёт о готовящемся массовом покушении на властей колонистов с помощью особого газа. По возвращении в Нью-Йорк полковник подтверждает слова «Охотника», но говорит, что цель не власти, а целый город, и что в создании оружия участвует ничего не подозревающий Бенджамин Франклин, а руководит этим некая женщина. Шэй с ужасом осознаёт, что это скорей всего Хоуп. Воспользовавшись доверием Франклина, Кормак забирает сконструированное им оружие (примитивный гранатомет) и с его же помощью уничтожает фабрику по производству газа.
Год спустя Шэй получает от полковника посылку с манускриптом и письмо, в котором тот сообщает, что следующее его сражение с французами и индейцами может закончиться для него плачевно. Встревоженный Шэй тут же отправляется на выручку Монро. Встреченный им тамплиер Джек Уикс говорит Кормаку, что французы отпустили Монро и его людей, но индейцы устроили им засаду. Шэй находит полковника, но в это время на них нападают ассасины во главе бывшего товарища Кормака Кесеговаасе. Шэю и Монро удаётся добраться до «Морриган» и серьёзно ранить Кесеговаасе.
Тамплиеры узнают, что Кесеговаасе готовит нападение на Олбани, но когда Шэй и Гист добираются до места, то понимают, что опоздали, и отплывают в форт полковника Монро. Во время обороны форта Шэй убивает Кесеговаасе, но тот предупреждает Кормака, что Монро обречён. Шэй бросается на выручку и спасает полковника из горящего дома, но Монро все равно погибает. Перед смертью полковник успевает передать, что ассасины забрали манускрипт, который Кормак во время атаки отдал Монро, и отдаёт ему своё кольцо тамплиера. После этого Шэй возвращается в Нью-Йорк, где Великий магистр Хэйтем Кенуэй посвящает его в ряды тамплиеров.
В настоящем Берг недвусмысленно говорит аналитику, что вскоре и ему предстоит выбрать свою сторону. В связи с этим Мелани вызывает аналитика на разговор, из чего становится понятно, что она стала тамплиером и сменила на посту креативного директора Оливье Гарно, который не смог принять правду и закончил весьма плачевно.
В Анимусе воспоминания вновь возвращаются к Парижу 1776 года. Защитив Франклина от нападения бандитов, Шэй в качестве услуги за услугу просит американского посла помочь ему попасть в Версаль для «встречи с деловым партнёром».
В 1758 году Шэй рассказывает Хэйтему о разрушительной силе и истинном предназначении храмов Предтеч, а также о равнодушии ассасинов, пытающихся обратить силу в оружие. Хэйтем же раскрывает ему местоположение ассасинов в Луисбурге и предлагает Кормаку встретиться с капитаном Джеймсом Куком для его осады. Французы, контролирующие Луисбург, решают нанести упреждающий удар. Под управлением Шэя корабль Кука «Пемброк» разбивает французский флот, но за сражением наблюдает ещё один корабль «Эксперто Креде» и его капитан Адевале. Джеймс Кук отыскивает скрывшегося с поля боя Адевале в одном из французских портов. Шэй находит Адевале, но тот навязывает ему морской бой. Чувствуя близость поражения, Адевале спасает команду и вступает в бой на суше, где его настигает Кормак.
Шэй, решив проверить правдивость последних слов Адевале, следит за ассасинами и узнаёт, что Шевалье готовит экспедицию, а Хоуп собирается повторить эксперимент Франклина. Чтобы не допустить этого, Кормак и Уикс устраивают саботаж от лица ассасинов, пока Хэйтем выясняет расположение Хоуп. Пробравшись в особняк, где должна быть ассасин, Шэй видит, что Хоуп и Лайам выяснили местоположение ещё одного храма. Хоуп замечает тамплиера, подстреливает его и отравляет. Несмотря на действие смертельного яда Шэй убивает Хоуп и забирает у неё противоядие.
В поисках де ла Верендри Шэй обращается к капитану Куку, который сообщает, что Шевалье направился к Антикости. Выкрав карты Шевалье, тамплиер вновь обращается к капитану с просьбой их расшифровки. Шэй, Кук и Гист находят и топят экспедиционный флот де ла Верендри. Во время абордажа «Кречета» Кормак узнаёт, что Лайам и Ахиллес ушли на север, а Шевалье — лишь приманка. В гневе Шэй выбрасывает за борт раненого де ла Верендри.
Шэй и Хэйтем отправляются к Арктике, где находится ещё один храм Предтеч. Добравшись до святилища, тамплиеры находят ассасинов. Внезапно Ахиллес останавливает готового забрать артефакт Лайама, осознав слова Кормака. Лайам, считающий Шэя предателем, направляет на Кормака пистолет, говоря, что в отличие от де ла Верендри, стрелявшего в него в поместье, он не промахнётся. Ахиллес пытается остановить ученика, но неосторожность Лайама вызывает очередное землетрясение. Хэйтем начинает преследовать Ахиллеса, Шэй — Лайама. Во время очередного толчка бывшие друзья падают с обрыва. Лайам погибает, но перед смертью все же отдаёт манускрипт. Кормак находит Хэйтема и останавливает его от убийства Дэвенпорта, но Кенуэй в назидание стреляет Ахиллесу в ногу.
Воспоминания вновь возвращаются к Парижу 1776 года. Франклин проводит Шэя в Версальский дворец, где тот убивает ассасина Шарля Дориана, забирая шкатулку Предтеч, которую ему на хранение передал де ла Верендри, таким образом выполняя просьбу Хэйтема о возвращении артефакта.
В настоящем Берг, Вайолет и Мелани открыто признают себя и Абстерго тамплиерами и дают аналитику выбор: присоединиться к Ордену или встретить свою безвременную кончину.

## Варианты издания
| Игра                                        | Да  | Да |
| Коллекционная коробка                       | Нет | Да |
| Официальный саундтрек                       | Нет | Да |
| 3 литографии в конверте                     | Нет | Да |
| Артбук                                      | Нет | Да |
| Игровые бонусы                              |     |    |
| Дополнительная миссия «Броня Сэра Ганна»    | Нет | Да |
| Дополнительная миссия «Осада Форт-Де-Сабле» | Нет | Да |

## Дополнительный загружаемый контент
- «Наследие Тамплиеров» (Templar Legacy Pack) — включает предметы персонализации для корабля, новый костюм и оружие, а также два дополнительных задания: особое задание «Доспехи сэра Ганна» и «Осада Форта де Сабле».
- «Экономия времени: действия» (Time Saver: Activities Pack) — на карте обозначается местоположение всех точек, где можно произвести определённые действия.
- «Экономия времени: коллекционные предметы» (Time Saver: Collectibles Pack) — на карте обозначается местоположение всех коллекционных предметов.
- «Экономия времени: ресурсы» (Time Saver: Resource Pack) — включает дополнительно по 500 единиц металла, дерева, ткани, камня и табака; объём трюма корабля увеличивается до 2 500 единиц.
- «Экономия времени: технологии» (Time Saver: Technology Pack) — включает все чертежи для разблокировки особых улучшений корабля.

Все дополнения на Windows вышли одновременно с выходом основной игры — 10 марта 2015 года.

## Саундтрек
Над этой игрой работала композитор: Элица Александрова.
| №   | Название                            | Длительность |
| --- | ----------------------------------- | ------------ |
| 1.  | «Assassin's Creed Rogue Main Theme» | 2:08         |
| 2.  | «Animus Black»                      | 1:19         |
| 3.  | «Morrigan»                          | 1:23         |
| 4.  | «Conqueror»                         | 1:16         |
| 5.  | «Cutlass»                           | 1:34         |
| 6.  | «The Hunter»                        | 2:07         |
| 7.  | «Agnus Deu»                         | 1:12         |
| 8.  | «Prelude To A Storm»                | 0:53         |
| 9.  | «The Guardian»                      | 1:16         |
| 10. | «Run, Shay! Run!»                   | 1:47         |
| 11. | «The Streets»                       | 0:58         |
| 12. | «Cityscape»                         | 0:54         |
| 13. | «Prosperity And Decay»              | 1:34         |
| 14. | «No Hope»                           | 1:36         |
| 15. | «Alemanda In F# Minor»              | 0:46         |
| 16. | «The Prey»                          | 1:33         |
| 17. | «I Am Shay Patrick Cormac»          | 1:49         |
| 18. | «Imminent Danger»                   | 1:34         |
| 19. | «The Order And The Creed»           | 1:34         |
| 20. | «Broken Bond»                       | 1:27         |
| 21. | «Stay Low»                          | 1:47         |
| 22. | «Puppetmaster»                      | 1:50         |
| 23. | «Dominant Species»                  | 1:47         |
| 24. | «From The Shadows»                  | 1:54         |
| 25. | «Mysterious North»                  | 1:44         |
| 26. | «Northern Lights»                   | 2:27         |
| 27. | «David And Goliath»                 | 2:16         |
| 28. | «Dangerous Waters»                  | 4:20         |
| 29. | «A Boy Becomes A Man»               | 2:03         |
| 30. | «Animus White»                      | 1:34         |

## Разработка
В марте 2014 года на портале Kotaku появилась информация о разработке сразу двух игр в серии Assassin’s Creed. Первая игра это Assassin’s Creed Unity, а вторая под кодовым названием Comet, которая выйдет на PlayStation 3, Xbox 360 и Windows.
5 августа 2014 года состоялся анонс игры под названием Assassin’s Creed Rogue. Слухи о том, что главным героем игры будет тамплиер, подтвердились. В центре сюжета станет бывший ассасин Шэй Патрик Кормак, который разочаруется в братстве ассасинов из-за их предательства и присоединится к тамплиерам, став самым опасным охотником на ассасинов.

## Отзывы и критика
| Сводный рейтинг       | Сводный рейтинг                                                 |
| Агрегатор             | Оценка                                                          |
| --------------------- | --------------------------------------------------------------- |
| GameRankings          | - 69,75 % (PC) - 74,06 % (PS3) - 73,13 % (X360) - 70,92 % (PS4) |
| Metacritic            | 74/100 (PC) 73/100 (PS3) 72/100 (X360)                          |
| Иноязычные издания    |                                                                 |
| Издание               | Оценка                                                          |
| EGM                   | 8,5/10                                                          |
| Eurogamer             | 8/10                                                            |
| Game Informer         | 8,25/10                                                         |
| GameSpot              | 6/10                                                            |
| IGN                   | 6,8/10                                                          |
| Joystiq               | [ 22 ]                                                          |
| Русскоязычные издания |                                                                 |
| Издание               | Оценка                                                          |
| 3DNews                | 6/10                                                            |
| Absolute Games        | 75 %                                                            |
| PlayGround.ru         | 6/10                                                            |
| «Игромания»           | 7,0/10                                                          |
| «Канобу»              | 5,5/10                                                          |

Игра получила «смешанные или средние» отзывы от критиков на агрегаторе Metacritic.
В западных игровых изданиях поставили примерно одинаковые оценки. Рэй Карсилло из Electronic Gaming Monthly дал игре 8.5 / 10, восхваляя интересного главного героя, приятную историю, новое оружие, новый дизайн миссии. Тем не менее, он подверг критике плохой темп истории, частые ошибки, отсутствие возможности воспроизведения и отсутствие режима многопользовательской игры. Он завершил обзор, сказав: «Разбойник — гораздо более приятный опыт, чем я ожидал. Этого достаточно, чтобы наложить свой отпечаток на франшизу, а также дать нам критические детали истории, чтобы связать свободные концы между Assassin’s Creed III и IV. Это служит прекрасным завершением серии, посвящённой исследованию североамериканских колоний в XVIII веке».
Мэтт Миллер из Game Informer дал игре 8,25/10. Он похвалил огромное разнообразие действий, разнообразных типов миссий, новых дополнений и хорошо выполненного игрового процесса, несмотря на то, что он был слишком похож на своих предшественников. Он критиковал повторяющиеся рукопашные схватки и отсутствие многопользовательского режима. Он описал игру, сказав: «Rogue обширен для изучения, и хотя ему не хватает новизны, он предлагает множество геймплея и знаний для верных поклонников».
Дмитрий Ежов из Игромания поставил игре 7/10. Он поставил хорошую оценку взгляду на всю серию со стороны тамплиеров, и указал на то, что эта часть является хорошим сборником всего хорошего что было в прошлых частях. Критике подверглись миссии, которые в некоторый момент были похожи на документальный стиль. Свой обзор он завершил словами: «Большая и красивая игра, во многих своих аспектах сделанная слишком небрежно и с пагубной оглядкой на старый материал.»